# Graadt van Roggenweg
De Graadt van Roggenweg is een straat in de Nederlandse stad Utrecht. De straat scheidt de buurten Leidseweg en omgeving en de Dichterswijk, en ligt nabij de Jaarbeurs.

## Functie
De weg is onderdeel van de belangrijke verkeersroute tussen het centrum van Utrecht en knooppunt Oudenrijn, ten zuidwesten van Utrecht, waar de A2 en de A12 elkaar kruisen. De weg ligt tussen het Westplein (aan de noordoostkant) en de Sowetobrug over het Merwedekanaal, waarin de weg aan de zuidwestkant overgaat in de Weg der Verenigde Naties.

## Kenmerken
Aan de noordwestzijde van de Graadt van Roggenweg staan flats die zijn gebouwd in 1953. Deze zijn eigendom van woningbouwvereniging Mitros en werden in 2008 gerenoveerd. Daarbij werden de voorheen kenmerkende groene kleuren vervangen door een combinatie van rood en roze. In de hierachter liggende driehoek tussen de Leidseweg (aan de Leidse Rijn, die de buurt van de rest van de wijk Lombok scheidt), de Muntkade (aan het Merwedekanaal) en de Graadt van Roggenweg liggen onder andere de Rijksmunt, de Hogeschool Domstad en een school voor voortgezet onderwijs.
Aan de zuidoostzijde van de weg staat een aantal grote kantoorpanden, waaronder die van het Hojel City Center, de Sociale Verzekeringsbank en SNS REAAL (voorheen AXA). Tussen het Hojel City Center en de Sociale Verzekeringsbank is een doorgang naar een van de parkeerterreinen van de hierachter gelegen Jaarbeurs.
Sinds 1983 ligt in de middenberm van de weg de trambaan van de Utrechtse sneltram, de halte Graadt van Roggenweg ligt ter hoogte van het Hojel City Center.

## Herkomst van de straatnaam
De weg is vernoemd naar Willem Graadt van Roggen (Nijmegen, 1879 - De Bilt, 1945), het boegbeeld van de Utrechtse Jaarbeurs gedurende de eerste 24 jaar van het bestaan ervan. Daarnaast was hij journalist, ongebonden liberaal raadslid, literator en historieschrijver. In 1916 trad hij als Secretaris in dienst bij de "Vereeniging tot het houden van Jaarbeurzen", die een jaar later de eerste Jaarbeurs in Utrecht organiseerde. In 1918 werd hij Secretaris-Generaal van de vereniging. Bij de verplaatsing van de Jaarbeurs naar de huidige locatie in 1956, werd de nieuwe weg (over het terrein van de Hojelkazerne aangelegd) waaraan de hoofdingang gepland stond, naar hem vernoemd. De weg is dus niet vernoemd naar schilder Johannes Graadt van Roggen (1867 -1959).